# Stone Love
Stone Love — третий студийный альбом американской певицы Энджи Стоун, выпущенный в США 6 июля 2004 года на лейбле J Records.
Альбом дебютировал на 14 строчке в Billboard 200. В США было продано 53 000 копий на первой неделе. В записи главного сингла «I Wanna Thank Ya» участвовал известный рэпер Snoop Dogg, а Энтони Хамильтон исполнил вокальную партию в песне «Stay for a While».

## Список композиций
- «Stoned Love (Intro)» — 0:35
- «I Wanna Thank Ya» — 3:47
- «My Man» — 4:01
- «U-Haul» — 3:56
- «Stay for a While» — 4:01
- «Lovers' Ghetto» — 4:05
- «Little Bit of This, Little Bit of That… (Interlude)» — 0:25
- «You’re Gonna Get It» — 4:15
- «Come Home (Live with Me)» — 3:57
- «You Don’t Love Me» — 3:34
- «Remy Red» — 3:50
- «That Kind of Love» — 3:52
- «Touch It (Interlude)» — 1:20
- «Cinderella Ballin'» — 4:35
- «Wherever You Are (Outro)» — 0:35
- «I Wanna Thank Ya» (No Rap) — 3:13
- «Karma» — 4:42

### Чарты
| Чарт (2004)        | Наивысшая позиция |
| ------------------ | ----------------- |
| Бельгия (Фландрия) | 18                |
| Бельгия (Валлония) | 59                |
| Финляндия          | 15                |
| Франция            | 82                |
| Германия           | 87                |
| Швеция             | 12                |
| Швейцария          | 60                |
| Великобритания     | 56                |
| США Billboard 200  | 4                 |

| Страна         | Дата         | Лейбл  |
| -------------- | ------------ | ------ |
| Великобритания | 28 июня 2004 | Arista |
| Германия       | 5 июля 2004  | Sony   |
| США            | 6 июля 2004  | J      |
| Канада         | 13 июля 2004 | Sony   |
| Австралия      | 19 июля 2004 | J      |
| Япония         | 21 июля 2004 | BMG    |